# Elephantulus brachyrhynchus
Elephantulus brachyrhynchus é uma espécie de musaranho-elefante da família Macroscelididae. Pode ser encontrada no Sudão, Uganda, Quênia, Tanzânia, República Democrática do Congo, Zâmbia, Maláui, Moçambique, Zimbábue, Botsuana, Angola, Namíbia, e África do Sul. Habita estepes e savanas arborizadas.